# Stenaspis plagiata
Stenaspis plagiata is een keversoort uit de familie van de boktorren (Cerambycidae). De wetenschappelijke naam van de soort werd in 1877 gepubliceerd door Charles Owen Waterhouse.